# Getrygg

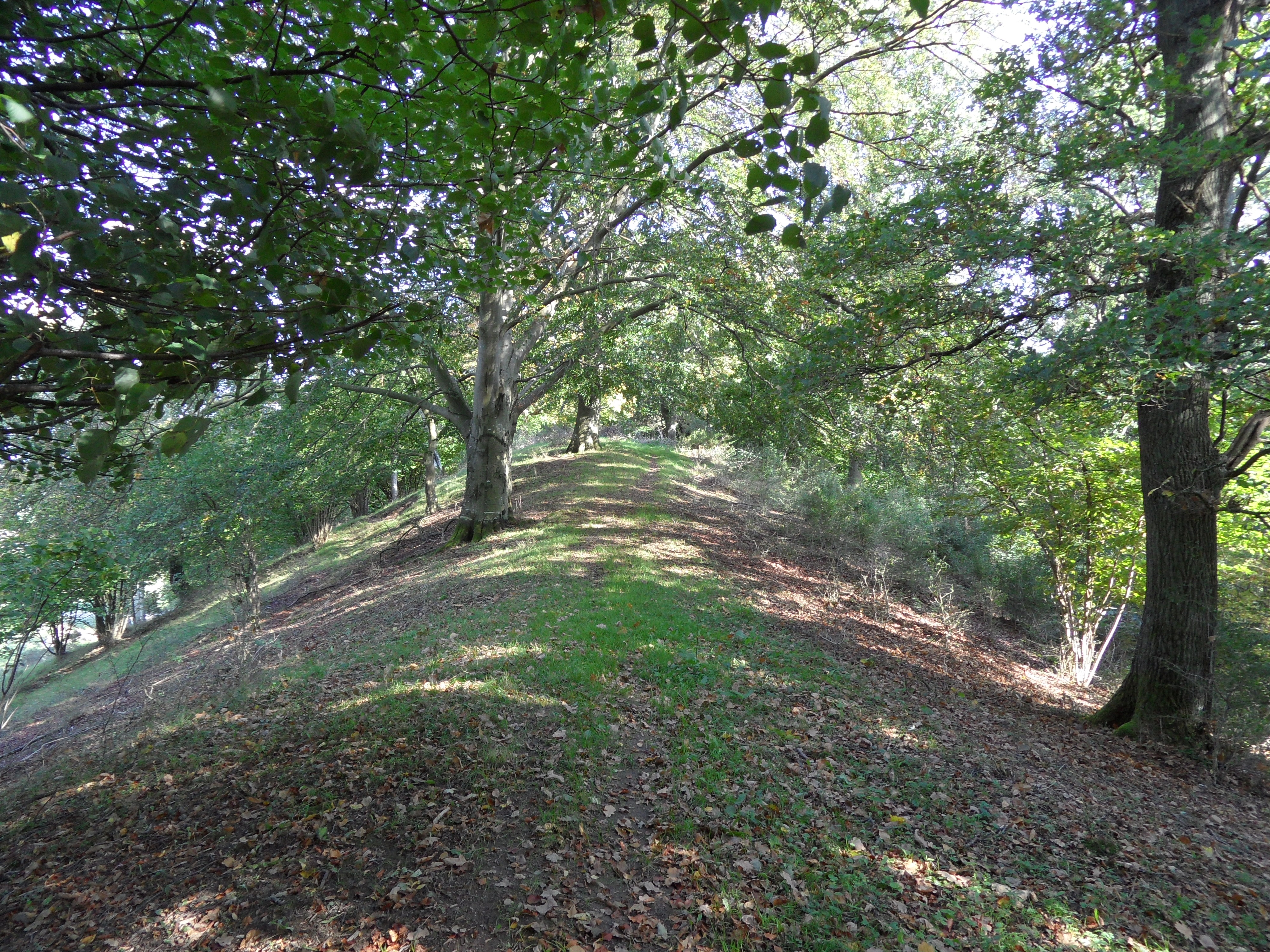
Den smala åsryggen på Bosarps Jär

Getrygg, eller knivås, kallas den form av rullstensåsar som bildas över vattenytan, det vill säga bildats över högsta kustlinjen. 
Medan de isälvar som bildats genom att en isälvstunnel mynnat ut under vattenytan får en mjukare form genom erosion av vatten och genom överlagring av finare sediment, får de som bildas över vattenytan en skarpare profil.

## Getryggar i Sverige i urval
- Bosarps Jär
- Notkojudden i Ölsjön
- Getaryggarna, Småland
- Bosjöåsen, Tiveden
- Kroppsjön, Småland